# Fiji Airways
Fiji Airways, voorheen Air Pacific, is de nationale luchtvaartmaatschappij van Fiji. Fiji Airways voert vluchten uit naar Azië, Noord-Amerika en Oceanië. De hub bevindt zich op Nadi International Airport. De dochtermaatschappij is Fiji Link.

## Geschiedenis

### Beginjaren
Fiji Airways werd in 1947 opgericht als Katafaga Estates door Harold Gatty. Nadat de maatschappij op 31 juli 1951 werd hernoemd naar Fiji Airways werd de eerste vlucht op 1 september van datzelfde jaar uitgevoerd naar Suva met een De Havilland Dragon Rapide.
Na de dood van Harold Gatty werd de maatschappij in 1958 overgekocht door Qantas om te proberen de maatschappij groter te maken. Dat lukte goed en in 1966 hadden de overheden van Kiribati, Nauru, de Salomonseilanden, Samoa en Tonga aandelen in de maatschappij. Deze werden in 1968 allemaal overgenomen en gelijk verdeeld over Air New Zealand, BOAC en Qantas.

### Air Pacific

Logo van Air Pacific gebruikt van 2003 tot 2013

Nadat Fiji in 1970 de onafhankelijkheid uitriep van het Verenigd Koninkrijk nam de overheid van Fiji alle aandelen weer over en hernoemde de maatschappij naar Air Pacific om te laten zien dat de maatschappij ook regionaal vloog. Door groei en toenemend toerisme werd de maatschappij in de jaren negentig van Suva naar Nadi verhuisd. In 2007 kocht de maatschappij Sun Air op en noemde het Pacific Sun. Dit werd de nieuwe dochtermaatschappij voor korte vluchten. Op 27 juni 2013 kreeg de maatschappij wéér een nieuwe naam en een rebranding. Deze keer werd de naam weer Fiji Airways. Pacific Sun werd Fiji Link.

## Samenwerkingen
Op 5 december 2018 werd Fiji Airways de eerste Oneworld Connect Partner, op 3 juni 2024 trad de maatschappij officieel toe als volledig lid van de alliantie. In april 2024 werd er een interline agreement met Porter Airlines gesloten. Daarnaast heeft de maatschappij Fiji Link als dochteronderneming voor korte vluchten.

### Codeshare agreements
Fiji Airways heeft codeshare agreements met de volgende maatschappijen:
| Air India       | American Airlines | Japan Airlines     | Qantas |
| Air New Zealand | British Airways   | Jetstar            |        |
| Air Vanuatu     | Cathay Pacific    | Singapore Airlines |        |
| Alaska Airlines | Finnair           | Solomon Airlines   |        |

## Vloot

### Huidige vloot

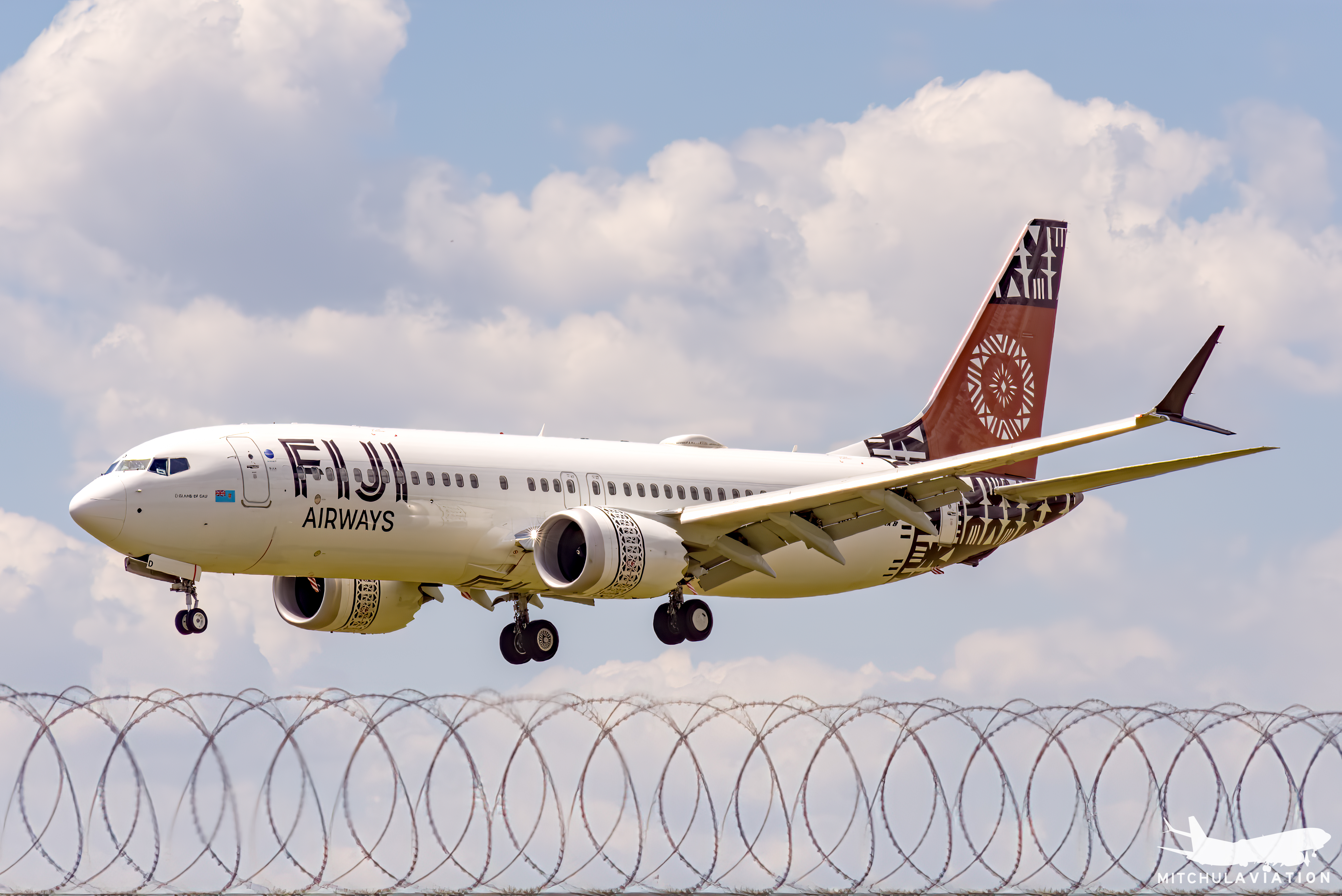
Een Boeing 737 MAX 8 van Fiji Airways

De vloot van Fiji Airways bestaat uit (april 2024):
| Type             | In dienst | Orders | Opmerkingen |
| ---------------- | --------- | ------ | ----------- |
| Airbus A330-200  | 3         | —      |             |
| Airbus A330-300  | 1         | —      | DQ-FJW      |
| Airbus A350-900  | 4         | —      |             |
| Boeing 737-800   | 1         | —      | DQ-FJN      |
| Boeing 737 MAX 8 | 5         | —      |             |
| Totaal           | 14        | —      |             |

### Voormalige vloot
De vloot van Fiji Airways bestond uit:
| Type                                 | Aantal | In dienst | Uitgefaseerd | Opmerkingen                             |
| ------------------------------------ | ------ | --------- | ------------ | --------------------------------------- |
| Airbus A330-200                      | 2      | 2018      | 2021         | Geleased van Etihad Airways             |
| ATR 42-300                           | 4      | 1988      | 1994         |                                         |
| ATR 42-500                           | 2      | 2006      | 2007         |                                         |
| BAC One-Eleven                       | 3      | 1972      | 1984         |                                         |
| Beechcraft Travel Air                | 3      | 1967      | 1972         |                                         |
| Boeing 737-200                       | 1      | 1981      | 1990         |                                         |
| Boeing 737-300                       | 1      | 1995      | 1999         | Overgenomen door Titan Airways          |
| Boeing 737-500                       | 1      | 1992      | 1999         | Overgenomen door Nordeste Linhas Aereas |
| Boeing 737-700                       | 1      | 1998      | 2020         |                                         |
| Boeing 747-100                       | 1      | 1988      | 1989         |                                         |
| Boeing 747-200B                      | 8      | 1985      | 2003         | Geleased van Qantas en Air New Zealand  |
| Boeing 747-400                       | 2      | 2003      | 2013         | Geleased van Singapore Airlines         |
| Boeing 767-200                       | 1      | 1990      | 1994         | Overgenomen door Trans World Airlines   |
| Boeing 767-300ER                     | 1      | 1994      | 2012         | Overgenomen door Ansett Worldwide       |
| Britten-Norman Trislander            | 4      | 1974      | 1983         |                                         |
| de Havilland Australia DHA-3 Drover  | 7      | 1954      | 1968         |                                         |
| de Havilland Canada DHC-2 Beaver     | 2      | 1954      | 1968         |                                         |
| de Havilland Canada DHC-6 Twin Otter | 1      | 1984      | 1988         | Geleased van Great Barrier Airlines     |
| de Havilland Dragon Rapide           | 4      | 1951      | 1962         |                                         |
| de Havilland Heron                   | 7      | 1959      | 1975         |                                         |
| Douglas C-47 Skytrain                | 6      | 1963      | 1972         |                                         |
| Embraer EMB-110 Bandeirante          | 4      | 1979      | 1987         |                                         |
| Fokker F-27                          | 1      | 1984      | 1984         | Geleased van Ansett Australia           |
| Grumman G-73 Mallard                 | 1      | 1969      | 1971         |                                         |
| Hawker Siddeley HS 748               | 4      | 1967      | 1986         |                                         |
| McDonnell Douglas DC-10-30           | 1      | 1983      | 1985         | Overgenomen door American Airlines      |

## Bestemmingen
Fiji Airways vliegt naar de volgende bestemmingen (april 2024):
| Land             | Stad          | Luchthaven                            | Opmerkingen |
| ---------------- | ------------- | ------------------------------------- | ----------- |
| Australië        | Adelaide      | Adelaide Airport                      |             |
| Australië        | Brisbane      | Brisbane Airport                      |             |
| Australië        | Canberra      | Canberra Airport                      |             |
| Australië        | Melbourne     | Melbourne Airport                     |             |
| Australië        | Sydney        | Kingsford Smith International Airport |             |
| Canada           | Vancouver     | Vancouver International Airport       |             |
| Fiji             | Nadi          | Nadi International Airport            | hub         |
| Hongkong         | Hongkong      | Internationale luchthaven Hongkong    |             |
| Japan            | Tokio         | Luchthaven Narita                     |             |
| Kiribati         | Kiritimati    | Cassidy International Airport         |             |
| Kiribati         | Tarawa        | Bonriki International Airport         |             |
| Nieuw-Caledonië  | Nouméa        | Luchthaven Nouméa Magenta             |             |
| Nieuw-Zeeland    | Auckland      | Luchthaven van Auckland               |             |
| Nieuw-Zeeland    | Christchurch  | Luchthaven van Christchurch           |             |
| Nieuw-Zeeland    | Dunedin       | Luchthaven van Dunedin                |             |
| Nieuw-Zeeland    | Wellington    | Luchthaven van Wellington             |             |
| Salomonseilanden | Honiara       | Honiara International Airport         |             |
| Samoa            | Apia          | Internationale luchthaven Faleolo     |             |
| Singapore        | Changi        | Internationale luchthaven Changi      |             |
| Tonga            | Nuku'alofa    | Internationale luchthaven Fua‘amotu   |             |
| Vanuatu          | Port Vila     | Internationale luchthaven Bauerfield  |             |
| Verenigde Staten | Honolulu      | Honolulu International Airport        |             |
| Verenigde Staten | Los Angeles   | Los Angeles International Airport     |             |
| Verenigde Staten | San Francisco | San Francisco International Airport   |             |